# Solanilla
Solanilla (Solaniella en aragonais) est un village de la province de Huesca, situé une vingtaine de kilomètres au sud-est de la ville de Sabiñánigo, dans la Guarguera. Il comptait 13 habitants en 2007. Il se situe à proximité du village de Gésera, auquel il a été rattaché administrativement de 1870 à 1962-1963.